# 10 µm
10 µm (o 10000 nanometri) è un processo produttivo della tecnologia dei semiconduttori con cui vengono prodotti i circuiti integrati a larghissima scala di integrazione (VLSI).
Questa tecnologia fu raggiunta da Intel, la principale industria di semiconduttori, negli anni 1971-1972.
Il successore di questo processo utilizza una larghezza di canale di 3 µm.

## Processori realizzati con il processo 10 µm
- Intel 4004 CPU, il primo microprocessore, fu prodotto nel 1971.
- Intel 8008 CPU fu prodotto nel 1972.